# Die Neue Zeit (Fernsehserie)
Die Neue Zeit ist eine historische deutsche Fernsehserie des Regisseurs Lars Kraume über die Gründerjahre des Staatlichen Bauhauses in Weimar. Die Hauptrollen spielen August Diehl als Walter Gropius und Anna Maria Mühe als Kunststudentin Dörte Helm. Die Serie wurde vom 3. September 2018 bis zum 20. Dezember 2018 unter anderem in Weimar, Berlin, Potsdam, Münster, Wuppertal und Köln gedreht. Die Erstausstrahlung erfolgte am 5. September 2019 auf Arte.

## Handlung
Die Journalistin Stine Branderup interviewt 1963 in Massachusetts den Architekten und Gründer des Bauhauses, Walter Gropius, für die Zeitschrift Vanity Fair. Sie hält ihm vor, sein Versprechen der Gleichbehandlung von Mann und Frau nicht eingehalten zu haben. Gropius erzählt ihr die Geschichte seiner Studentin Dörte Helm von der Gründung des Bauhauses 1919 in Weimar bis hin zum erzwungenen Umzug 1925 nach Dessau, wo das Bauhaus Dessau entstand.

## Besetzung
- August Diehl: Walter Gropius
- Anna Maria Mühe: Dörte Helm
- Trine Dyrholm: Stine Branderup
- Valerie Pachner: Gunta Stölzl
- Ludwig Trepte: Marcel Breuer
- Sven Schelker: Johannes Itten
- Alexander Finkenwirth: Johannes Ilmari Auerbach
- Corinna Kirchhoff: Baronesse von Freytag-Loringhoven
- Chris Dick: Joost Schmidt
- Sebastian Blomberg: Max Greil
- Birgit Minichmayr: Alma Mahler
- Ernst Stötzner: Lyonel Feininger
- Jan Krauter:  Josef Albers
- Nikita Vasilchenko: Ludwig Hirschfeld-Mack
- Julius Feldmeier: Hans Gross

- Joseph Konrad Bundschuh: Martin
- Pjotr Olev: Wassily Kandinsky
- Ronald Zehrfeld: Emil Friedrich
- Markus J. Bachmann: Franz
- David Bredin: Josef Zachmann
- Michael del Coco: Buchhalter Kurz
- Felix Eitner: Carl Schlemmer
- Cornelius Engemann: Fritz
- Julia Goldberg: Anni Fleischmann
- Patrick Güldenberg: Gerhard Marcks
- Sebastian Kowski: Alter Meister
- Bjarne Meisel: Soldat
- Thimo Meitner: Heinrich
- Tino Ranacher: Ernst
- Julia Sontag: Prostituierte
- Damian Thüne: Telegrafist
- Hajo Tuschy: Hauptmann Jacobsen
- Brian Völkner: Junger Kommunist
- Roland Wolf: Heiratskandidat
- Kira Zurhausen: Dörtes Schwester
- Peri Baumeister: Ilse „Ise“ Frank